# Il gatto puzzola
Il gatto puzzola (Odor-able Kitty) è un film d'animazione del 1945 diretto da Chuck Jones della serie Merrie Melodies, che segna la prima apparizione di Pepé Le Pew.

## Trama
Un gatto arancione, stanco di essere continuamente maltrattato da un cane aggressivo, da una vecchietta e dal suo padrone, decide di camuffarsi da puzzola con l'uso di vernice bianca e nera, gorgonzola e aglio. Inizialmente il piano funziona ma, quando appare Pepé Le Pew, scambia il felino per un suo simile innamorandosene perdutamente e inseguendolo. Alla fine il gatto tornerà felicemente alla sua vecchia vita.

## Distribuzione
È stato distribuito negli Stati Uniti d'America il 6 gennaio 1945.

### Edizione italiana
Non essendo stata registrata una colonna sonora internazionale, nell'edizione italiana la musica presente durante i dialoghi fu sostituita.

### Edizioni Home video

#### Italia
- Looney Tunes Giochetto O Scherzetto? (DVD)